# Simone Pianigiani
Simone Pianigiani (nacido el 31 de mayo de 1969 (55 años) en Siena, Italia)  es un entrenador de italiano de baloncesto. En la actualidad está sin equipo tras entrenar al Beijing Ducks de la Chinese Basketball Association.

## Equipos como entrenador
- 1995-2006 Mens Sana Siena, asistente y categorías inferiores
- 2006-2012 Mens Sana Siena
- 2009-2015 Italia
- 2012-2013 Fenerbahçe Ülkerspor
- 2016-2017 Hapoel Jerusalem B.C.
- 2017-2019 Pallacanestro Olimpia Milano
- 2020-2021 Beijing Ducks

## Palmarés con el Mens Sana Siena
Entrenador
- LEGA: 5

2007, 2008, 2009, 2010, 2011
- Supercopa de Italia: 5

2007, 2008, 2009, 2010, 2011
- Copa de Italia: 4

2009, 2010, 2011, 2012